# Laothoe angustata
Laothoe angustata är en fjärilsart som beskrevs av Adolf G. Closs 1916. Laothoe angustata ingår i släktet Laothoe och familjen svärmare. Inga underarter finns listade i Catalogue of Life.